# Acanthocladus scleroxylon
Acanthocladus scleroxylon là một loài thực vật có hoa trong họ Polygalaceae. Loài này được (Ducke) B.Eriksen & B.Ståhl mô tả khoa học đầu tiên năm 2000.